# Eilandsraadverkiezingen Aruba 1955
Op 13 juni 1955 vonden in Aruba verkiezingen plaats voor de Eilandsraad van Aruba. Het waren de tweede verkiezingen voor de Arubaanse eilandsraad.

## Deelnemende partijen
Er namen drie partijen deel, die in 1951 ook al hadden deelgenomen: PPA, AVP en de UNA (die bij de verkiezingen van 1951 gesplitst was in twee partijen; UNA-I of UNA-Playa en UNA-II of UNA-Campo).
| Lijst | Partij | Lijsttrekker      |
| ----- | ------ | ----------------- |
| 1     | AVP    | C.A. Eman         |
| 2     | PPA    | Juancho Irausquin |
| 3     | UNA    | Apolonio Werleman |

## Uitslag

### Stemmen en zetelverdeling
| Partij                                    | Partij                          | 1951      | 1951  | 1951   | 1955      | 1955  | 1955   | verschil | verschil |
| Partij                                    | Partij                          | # stemmen | %     | zetels | # stemmen | %     | zetels | %        | zetels   |
| ----------------------------------------- | ------------------------------- | --------- | ----- | ------ | --------- | ----- | ------ | -------- | -------- |
|                                           | Partido Patriotico Arubano      | 4.445     | 34,81 | 8      | 9.627     | 66,79 | 15     | +116,5   | +7       |
|                                           | Arubaanse Volkspartij           | 4.510     | 35,32 | 8      | 2.533     | 17,57 | 3      | -43,83   | -5       |
|                                           | Union Nacional Arubano (UNA I)  | 1.866     | 14,61 | 3      | 2.254     | 15,64 | 3      | -31,61   | -2       |
|                                           | Union Nacional Arubano (UNA II) | 1.430     | 11,20 | 2      | 2.254     | 15,64 | 3      | -31,61   | -2       |
|                                           | Arubaanse Eenheidspartij        | 519       | 4,06  | 0      | -         | -     | -      | -        | -        |
|                                           | Uitgebrachte geldige stemmen    | 12.770    | 100   | 21     | 14.414    | 100   | 21     |          | 0        |
|                                           | Aantal kiesgerechtigden         | 14.558    |       |        | 16.480    |       |        |          |          |
| Bron:Noticiero Oficial, Historia di Aruba |                                 |           |       |        |           |       |        |          |          |

### Samenstelling eilandsraad
De eerste vergadering vond plaats op 2 juli onder voorzitterschap van gezaghebber L.C. Kwartsz. Tot gedeputeerde werden gekozen Porfirio Croes, Oscar Henriquez, Ernesto Petronia en Joe Maduro, die in oktober 1955 opstapte. Hierna werd het aantal gedeputeerden tijdelijk teruggebracht tot drie. Het Bestuurscollege was geheel in handen van PPA nadat de partij 15 zetels behaalde; goed voor een ruime twee derde meerderheid in de eilandsraad.
| nr. | Eilandsraadlid         | ! Partij | Opmerkingen                                                                         |
| --- | ---------------------- | -------- | ----------------------------------------------------------------------------------- |
| 1   | dhr. J.E. Irausquin    | PPA      | fractieleider                                                                       |
| 2   | dhr. P. Croes          | PPA      | tevens gedeputeerde                                                                 |
| 3   | dhr. J. Maduro         | PPA      | per 25 oktober 1955 ontslag als raadslid en gedeputeerde. Opvolger was I.C. Faneyte |
| 4   | dhr. F.S. Kelly        | PPA      |                                                                                     |
| 5   | dhr. J.R.L. Beaujon    | PPA      |                                                                                     |
| 6   | dhr. O. Croes          | PPA      |                                                                                     |
| 7   | dhr. O.S. Henriquez    | PPA      | tevens gedeputeerde                                                                 |
| 8   | dhr. F.V. Lacle        | PPA      |                                                                                     |
| 9   | dhr. A.J.W. Wijngaarde | PPA      |                                                                                     |
| 10  | dhr. W.C. Anslijn      | PPA      |                                                                                     |
| 11  | dhr. E.F. Finck        | PPA      |                                                                                     |
| 12  | dhr. E.O. Petronia     | PPA      | tevens gedeputeerde                                                                 |
| 13  | dhr. D. Ch. Mathew     | PPA      |                                                                                     |
| 14  | dhr. J.H. Lake         | PPA      |                                                                                     |
| 15  | dhr. M. de Cuba        | PPA      |                                                                                     |
| 16  | dhr. C.A. Eman         | AVP      | fractieleider                                                                       |
| 17  | dhr. D.G. Croes        | AVP      |                                                                                     |
| 18  | dhr. J.A. Croes        | AVP      |                                                                                     |
| 19  | dhr. A. Werleman       | UNA      |                                                                                     |
| 20  | dhr. F.B. Tromp        | UNA      |                                                                                     |
| 21  | dhr. Th.J. Figaroa     | UNA      |                                                                                     |